# John Bracken

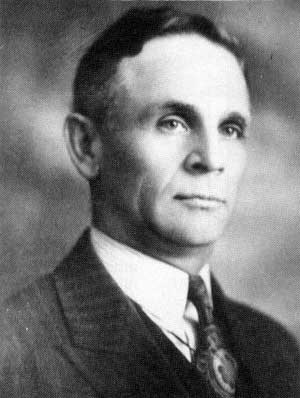
John Bracken (etwa 1941)

John Bracken, PC (* 22. Juni 1883 in Ellisville, Ontario; † 18. März 1969 in Ottawa) war ein kanadischer Politiker, Agrarwissenschaftler und Autor. Vom 8. August 1922 bis zum 14. Januar 1943 war er Premierminister der Provinz Manitoba. 1942 übernahm er den Vorsitz der neu gegründeten Progressiv-konservativen Partei und führte diese auf Bundesebene tätige Partei bis 1948. Von 1945 bis 1949 war er Abgeordneter im Unterhaus.

## Biografie
Bracken, der Sohn eines Milchbauern, studierte Agrarwissenschaften an der Landwirtschaftlichen Hochschule der Provinz Ontario. 1905 zog er in die Provinz Saskatchewan, wo er für das Landwirtschaftsministerium tätig war. 1910 wurde er zum Professor für Tierhaltung an der University of Saskatchewan ernannt. Bracken war ein anerkannter Fachmann im Bereich des Trockenfeldbaus und verfasste zu diesem Thema mehrere Bücher. Crop Production in Western Canada (1920) and Dry Farming in Western Canada (1921) entwickelten sich zu Standardwerken. Ab 1920 baute er die Landwirtschaftliche Hochschule der Provinz Manitoba auf.
1922 kandidierte Bracken mit Erfolg bei der Wahl zur Legislativversammlung von Manitoba. Er war Mitglied der United Farmers of Manitoba, einer losen Vereinigung von Landwirten, die von der Parteipolitik enttäuscht waren. Die United Farmers errangen die absolute Mehrheit, hatten aber keinen Vorsitzenden, weshalb sie sich an Bracken wandten. Dieser nahm das Angebot an und ließ sich als Premierminister vereidigen. Neben dem Amt als Regierungschef hatte er in den folgenden 21 Jahren weitere Ministerposten inne (Bildung 1922–1923, Eisenbahnen 1922–1923 und 1935–1940, Landwirtschaft 1923–1925 und 1936, Schatzamt 1925–1932, Versorgungsbetriebe 1927–1928, Bergbau 1928–1930).
Nach der Wahl von 1928 bildete sich aus den United Farmers die Progressive Party of Manitoba. Vier Jahre später fusionierte sie mit den Liberalen zur Liberal-Progressive Party. Bracken war bestrebt, seine Regierung breit abzustützen und ging wiederholt Koalitionen mit anderen Parteien ein. Obwohl er auf Provinzebene mit den Liberalen zusammengearbeitet hatte, erhielt Bracken das Angebot, auf Bundesebene die Konservative Partei anzuführen. Im Dezember 1942 wurde er zum Vorsitzenden gewählt, unter der Bedingung, die Partei ideologisch näher ins Zentrum zu rücken und sie in Progressiv-konservative Partei umzubenennen.

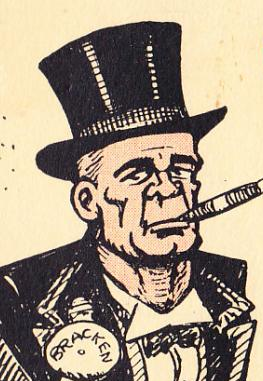
1945

Wenige Wochen später trat Bracken als Premierminister von Manitoba zurück. Er verzichtete zunächst darauf, durch eine Nachwahl einen Sitz im Unterhaus zu sichern. Schließlich wurde er bei der Unterhauswahl 1945 im Wahlbezirk Neepawa gewählt. Allerdings verpassten die Progressiv-Konservativen ihr Wahlziel deutlich und verblieben in der Opposition. Bracken konnte die einflussreichen Mitglieder aus den östlichen Provinzen nie richtig für sich gewinnen und wurde schließlich zum Rücktritt gedrängt. Seine Nachfolge als Vorsitzender trat im Oktober 1948 George A. Drew an. Bracken verlor seinen Sitz bei der Unterhauswahl 1949, zog sich aus der Politik zurück und widmete sich daraufhin in Ontario der Pferdezucht.